# Dirck van Baburen

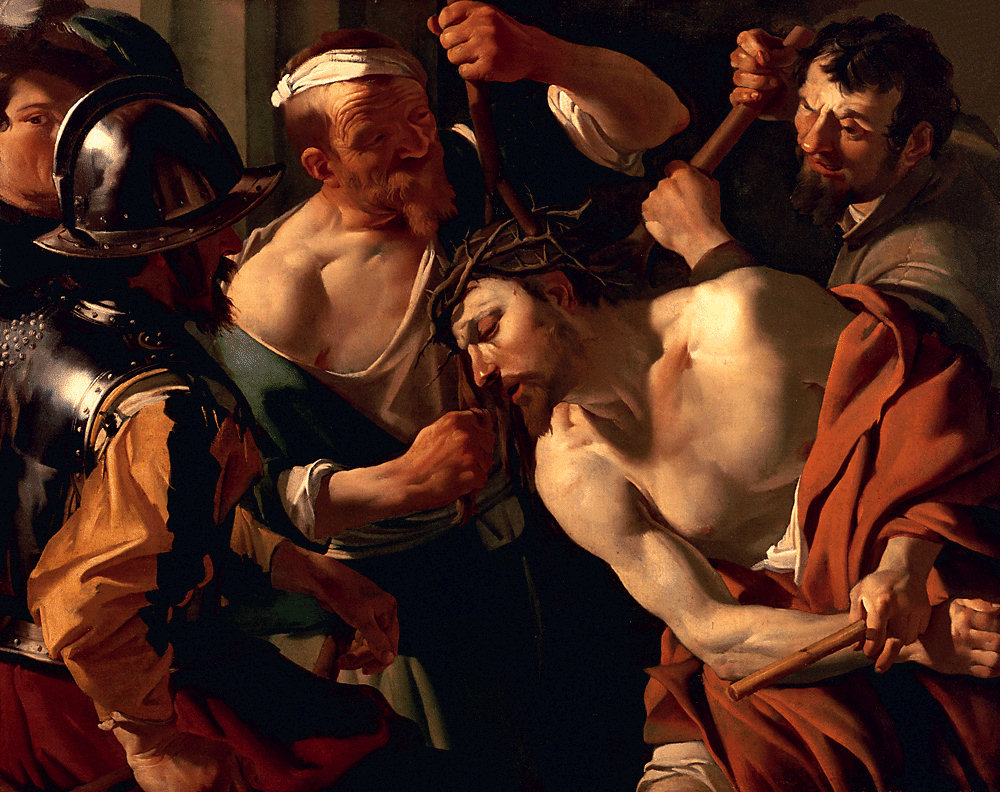
Le Couronnement d'épines, 1622-1623 (musée du couvent Sainte-Catherine, Utrecht).

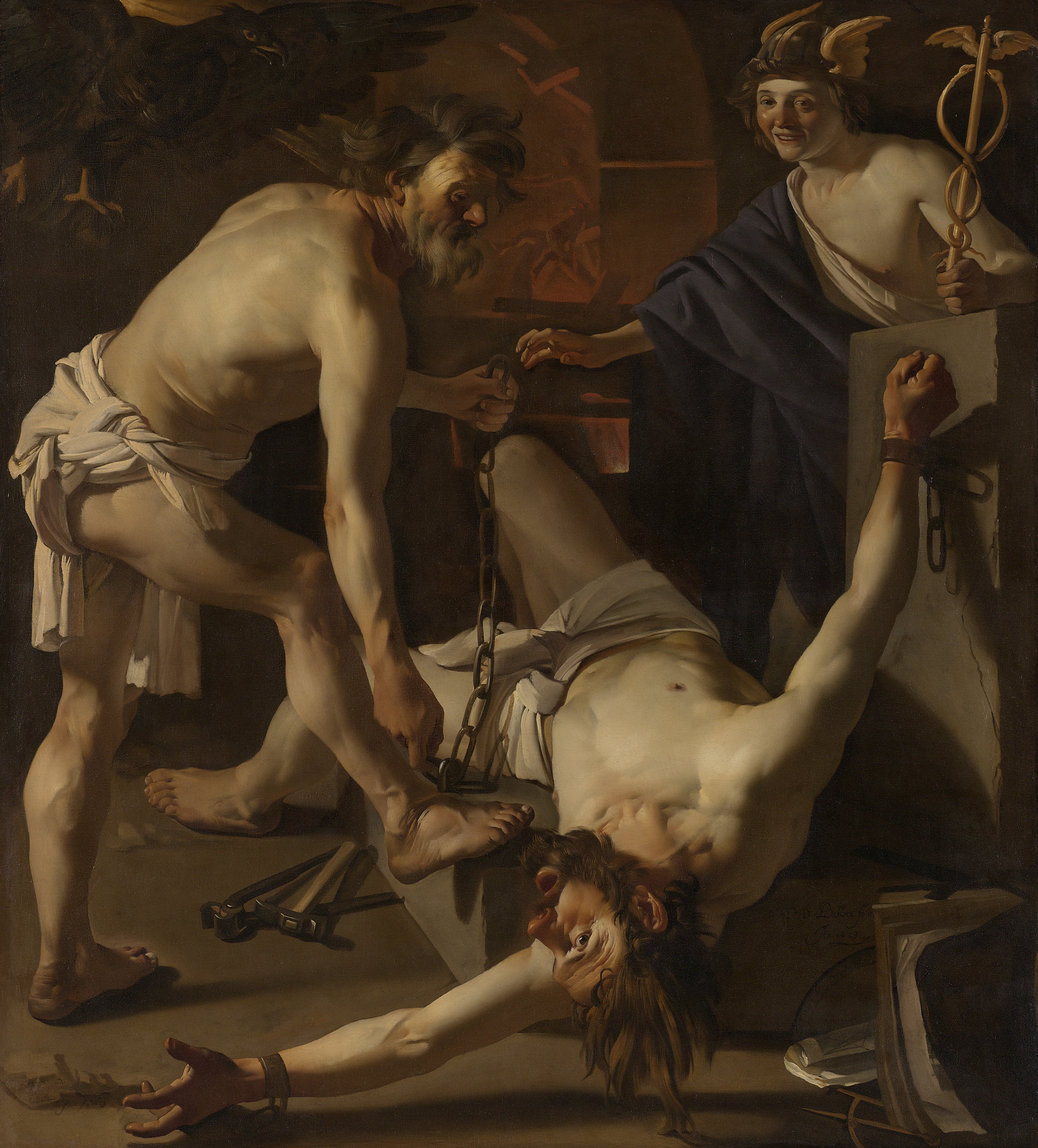
Prométhée enchaîné par Vulcain, huile sur toile, 1623 (Rijksmuseum, Amsterdam).

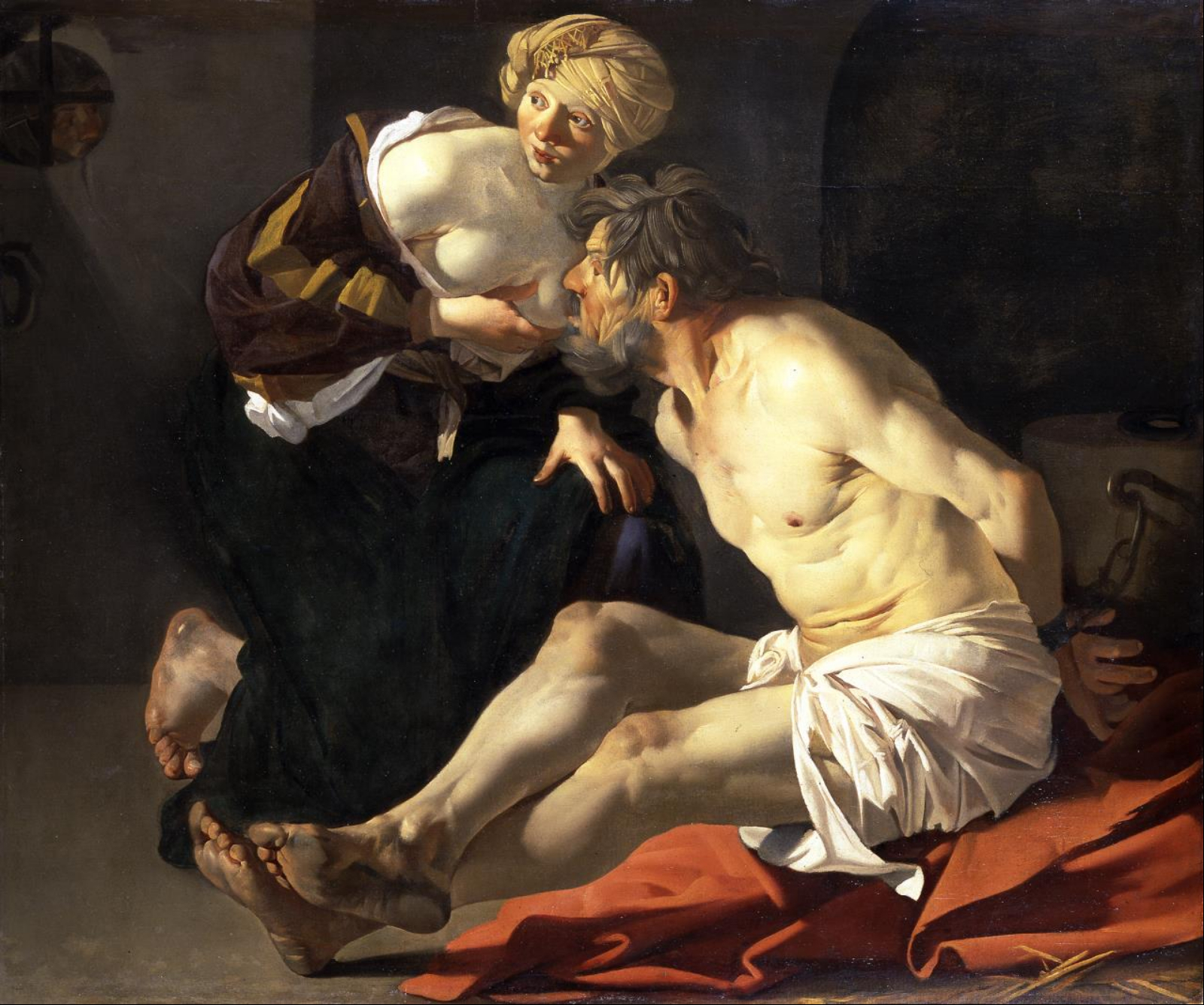
Cimon et Péro ou La Charité romaine,, vers 1623 (York City Art Gallery, York).

Dirck Jaspersz. van Baburen (Wijk bij Duurstede (?), vers 1595 - Utrecht, 21 février 1624) est un peintre néerlandais (Provinces-Unies) du siècle d'or. Avec Gerrit van Honthorst et Hendrick ter Brugghen, il est l'un des principaux représentants de l'École caravagesque d'Utrecht.

## Biographie

### Jeunesse et formation
Selon toute vraisemblance, Dirck van Baburen est né à Wijk bij Duurstede vers 1595, mais sa famille ne tarde pas à s’installer à Utrecht. Son père, Jasper van Baburen avait été au service de la vicomtesse d'Utrecht, Geertruijd Van Bronckhorst Van Battenburg.
La plus ancienne référence à l'artiste figure dans les archives de la guilde de Saint-Luc d’Utrecht en date de 1611 ; il est alors l’élève de Paulus Moreelse.

### Italie
Vers le milieu des années 1610, il part pour l’Italie. Il réalise en 1615 un Martyre de saint Sébastien – œuvre aujourd'hui perdue – pour la Chiesa dei Servi de Parme, mais il est possible que le tableau ait été peint à Rome, où van Baburen séjournera plusieurs années. Dans la « Ville éternelle », il figure parmi les premiers membres des Bentvueghels, dont il aurait même été l’un des fondateurs ; il reçoit au sein du groupe le surnom de « Biervlieg » (Mouche à bière).
Il travaille en compagnie du peintre David de Haen, originaire de Rotterdam, et entre sous la protection de deux collectionneurs d’art et mécènes, Vincenzo Giustiniani et le cardinal Scipione Borghese. C'est sans doute grâce à l'influence de ces derniers qu'aux environs de 1617, van Baburen et De Haen sont amenés à participer à la décoration de la Cappella della Pietà de l’église San Pietro in Montorio. Van Baburen réalise pour celle-ci une monumentale Mise au tombeau, inspirée de celle du Caravage aujourd’hui conservée au musée du Vatican.
En 1619, van Baburen et De Haen partagent un même appartement dans la paroisse de Sant' Andrea della Fratte, paroisse où vit également Bartolomeo Manfredi, dont le style est étroitement apparenté au leur.
Dans une lettre sur l'art adressée en 1620 par Giustiniani à Teodoro Amayden et dans laquelle figure un classement d'artistes par ordre d'importance, le nom de « Teodoro », désignant probablement van Baburen, apparaît au onzième rang.

### Retour à Utrecht et mort prématurée
À la fin de 1620, ou au début de 1621, van Baburen revient à Utrecht et habite avec sa mère et sa sœur sur le Jansdam. Il reçoit quelques commandes intéressantes et peint quelques scènes de genre.
Il est encore célibataire lorsqu'il décède soudainement, en 1624, alors qu’il n’a pas encore 30 ans, victime probablement de la peste. Le 28 février 1624, il est inhumé dans la Buurkerk, une église médiévale d’Utrecht qui de nos jours abrite le Museum Van Speelklok tot Pierement.
Comme Hendrick ter Brugghen et Gerrit van Honthorst, avec lesquels il forme ce que l’on a appelé l’École caravagesque d'Utrecht, il fut à l'origine de certaines innovations stylistiques et thématiques. Vers 1629, Constantin Huygens citait van Baburen comme l’un des peintres néerlandais importants actifs dans les premières décennies du XVIIe siècle. Sa renommée déclina rapidement après sa mort, et il fallut attendre le XXe siècle pour que son œuvre sorte de l'obscurité.

## Style pictural
À Rome, Dirck van Baburen allait être fortement influencé par le style du Caravage. Il peignit des scènes bibliques et mythologiques, ainsi que des scènes de genre avec des buveurs et des musiciens. Son style est lié à celui de Hendrick ter Brugghen, mais possède une personnalité moins prononcée.

## Œuvres et musées
Les œuvres de Dirck van Baburen qui ont subsisté sont peu nombreuses, ce qui s’explique naturellement par sa mort précoce. En voici quelques-unes parmi celles qui sont toujours visibles :
- L'Arrestation du Christ, réalisé pour Scipione Borghese, avant 1621 (Galerie Borghèse, Rome).
- Le Berger Daifilo donne à boire à la princesse Granida, huile sur toile, atelier de D.V.B., 166 × 209 cm, entre 1608 et 1624 (musées royaux des beaux-arts de Belgique, Bruxelles) [IRPA B117446, RKD 65920].
- Le berger Daifilo donne à boire à la princesse Granida, huile sur toile, un pan seul (Granida), 68,5 × 60,5 cm, entre 1609 et 1624 (Christie's, Londres, 25 mars 2001) [RKD 65918].
- Chanteur s’accompagnant au luth, huile sur toile, signé, 71,2 × 59 cm, daté 1622 (Centraal Museum, Utrecht – inv. 11481) [RKD 20223].
- Le Christ parmi les docteurs, 1622 (Galerie nationale, Oslo).
- Cimon et Péro ou La Charité romaine, 127 × 151 cm, vers 1623 (York City Art Gallery, York).
  - Une copie se trouve au musée de la Chartreuse à Douai – inv. 446 [Joconde 57983].
- Compagnie de musiciens, huile sur toile, attribué à D.V.B., 49 × 65 cm, entre 1610 et 1624 (Sotheby's, New York, janvier 2008) [RKD 29116].
- Le Christ chassant les marchands hors du Temple, huile sur toile, signé, 161 × 199.5 cm, daté 1621 (Christie's, Londres, juillet 1996) [RKD 12382].
- Le Couronnement d'épines, huile sur toile, 106 × 136 cm, 1622/1623 (musée du couvent Sainte-Catherine, Utrecht – inv. StCC s9) [RKD 979].
- Le Couronnement d'épines, 1623 (Nelson-Atkins Museum of Art, Kansas City).
- L'Entremetteuse, peinture sur toile, 100,2 × 105,3 cm, daté 1622 (musée des beaux-arts de Boston, Boston (Massachusetts) – inv. 50.2421) [RKD 1034].
- Couple jouant de la musique et entremetteuse, copie du précédent, peinture sur toile, d’après D.V.B., 100 × 90 cm, entre 1614 et 1624 (Rijksmuseum, Amsterdam – inv. C 612) [RKD 1033].
  - L'Entremetteuse est représentée sur deux peintures de Johannes Vermeer – Le Concert, qui fut volé au musée Isabella Stewart Gardner de Boston et Une femme assise au virginal, conservée au National Gallery de Londres. Le tableau aurait été en possession (ou du moins une copie) de la belle-mère de Vermeer. Il représente un homme qui, séduit par une prostituée jouant du luth, se dispose à lui offrir une pièce en échange de ses services, tandis qu’une vieille femme enturbannée, l’entremetteuse, demande à vérifier la pièce.
- Homme avec une cruche, un couteau et un morceau de pain, huile sur toile, attribué à D.V.B., 72 × 59,5 cm, entre 1620 et 1624 (Lempertz, Cologne, 15 mai 1999) [RKD 59500].
- Homme tenant une flûte dans ses mains, dessin, attribué à D.V.B., 233 × 201 mm, entre 1605 et 1624 (Galerie des Offices, Florence – inv. 8462) [RKD 12824].
- Jean le Baptiste, huile sur toile, attribué à Jan Janssens, d’après D.V.B., 75,5 × 62,2 cm, date inconnue (Dorotheum, Vienne, le 12 mars 1998) [RKD 6281].
- Jeune Garçon jouant de la guimbarde, peinture sur toile, signé, 65 × 52,5 cm, daté 1621 (Centraal Museum, Utrecht – inv. 11188) [RKD 1032].
- Les Jeunes Gens dissolus[7], 1623 (musée du Land (Mayence)).
- Joueur de flûte, huile sur toile, signé, 71 × 54,5 cm, vers 1625 (Nagel Auktionen, Stuttgart, le 9 décembre 1994) [RKD 506].
- Joueurs de backgammon, vers 1622 (Residenzgalerie, Bamberg)
- Le Lavement des pieds, toile, peint pour Vincenzo Giustiniani, 199 × 297 cm, avant 1621 (musées nationaux de Berlin, Gemäldegalerie, Berlin – inv. 462) [BKA 02558382].
- La Mise au tombeau, vers 1617 (église San Pietro in Montorio, Rome).
- La Mise au tombeau, composition identique au précédent, huile sur toile, 220 × 140 cm, vers 1620 (Centraal Museum, Utrecht – inv. 8233) [RKD 1142].
- La Mise au tombeau, huile sur toile, 220 × 149 cm, entre 1590 et 1624 (Musées royaux des beaux-arts de Belgique, Bruxelles) [IRPA B229658].
- La Mise au tombeau, huile sur toile, D.V.B. d’après Le Caravage, 220 × 150 cm, date inconnue (église Saint-Hermès, Renaix) [IRPA M252531].
- Jésus est mis au tombeau, huile sur toile, d’après D.V.B., 225 × 186 cm, entre 1601 et 1625 (église Sainte-Catherine -béguinage-, Diest) [IRPA B199137].
- La Mise au tombeau du Christ, huile sur toile, attribué à D.V.B. et David de Haen, 222 × 142 cm, documenté en 1617 (Centraal Museum, Utrecht) [RKD 63315].
- Mucius Scevola devant Porsenna ou Achille se prépare à venger la mort de Patrocle, appelé aussi, occasionnellement, La Mort d'Urie au champ de bataille, huile sur toile, 204 × 287 cm, 1624 (Gemäldegalerie Alte Meister, Cassel – acquis le 4 octobre 2007).
- Le Philosophe Démocrite riant, huile sur toile, atelier de D.V.B. « T.B. fecit 1622 », 71,5 × 56,5 cm, daté 1622 (Arcade Gallery, Londres – acqu. Sotheby's, Londres, 24 mars 1965) [RKD 110655].
- Portrait d'un chanteur, dates inconnues (musées des beaux-arts, Nantes).
- Prométhée enchaîné par Vulcain, huile sur toile, 202 × 184 cm, daté 1623 (Rijksmuseum, Amsterdam) [RKD 981].
- Saint Sébastien soigné par Irène, toile, 1622 (Kunsthalle, Hambourg – inv. 788) [BKA 20145962].
- Sainte Irène et sa servante soignent les blessures de saint Sébastien, huile sur toile, d’après DVB (copie du précédent), 111 × 150 cm, entre 1600 et 1624 (Sotheby's, Londres, 13 décembre 2001) [RKD 114607].
- Soldats jouant au trictrac, peinture, 101 × 124 cm, entre 1609 et 1624 (Museum Spaans Gouvernement, Maastricht – inv. 0480) [RKD 42747].
- Une offrande à la déesse romaine Cérès, huile sur toile, attribué à D.V.B. et Balthasar van der Ast, 137 × 197 cm, entre 1621 et 1623 (Christie's, New York, 24 janvier 2003) [RKD 42747].
- Un philosophe, huile sur toile, attribué à D.V.B., 127 × 95,5 cm, date inconnue (musée des beaux-arts, Rouen – inv. 846.4) [Joconde 56439].
- Vieil Homme écrivant, atelier de D.V.B., huile sur toile, 83,8 × 67 cm, vers 1622/1623 (Sotheby's, New York, le 30 janvier 1998) [RKD 26781].
- Incredulità di San Tommaso, huile sur toile, 100 x 140 cm environ, vers 1617-1620, (Pio Monte Della Misericordia, Naples)